# 말리아 므텔라
말리아 므텔라(프랑스어: Malia Metella, 1982년 2월 23일 ~ )는 프랑스령 기아나 태생의 프랑스 수영 선수이다. 2004년 아테네 올림픽에서 은메달을 땄다.